# Radešínská Svratka
Radešínská Svratka (německy Radeschiner Swartka) je obec v okrese Žďár nad Sázavou v Kraji Vysočina. Žije zde 618 obyvatel. Obec leží asi sedm kilometrů od Nového Města na Moravě a asi sedmnáct kilometrů od Žďáru nad Sázavou. Obcí protéká řeka Bobrůvka.

## Historie
V Kronice kláštera Žďárského se píše, že Herolt z Obřan věnoval klášteru levou část obce. Protože Herolt zemřel v roce 1291, Radešínská Svratka musela být založena před tímto datem. První písemná zmínka o obci pochází z roku 1393 (Swratka).

## Obyvatelstvo
| Rok            | 1869 | 1880 | 1890 | 1900 | 1910 | 1921 | 1930 | 1950 | 1961 | 1970 | 1980 | 1991 | 2001 | 2011 | 2021 |
| -------------- | ---- | ---- | ---- | ---- | ---- | ---- | ---- | ---- | ---- | ---- | ---- | ---- | ---- | ---- | ---- |
| Počet obyvatel | 703  | 672  | 665  | 654  | 639  | 613  | 648  | 527  | 554  | 551  | 532  | 535  | 579  | 601  | 599  |
| Počet domů     | 93   | 96   | 92   | 93   | 93   | 97   | 115  | 122  | 122  | 126  | 121  | 141  | 169  | 182  | 184  |

## Obecní správa a politika
V letech 2006–2010 působil jako starosta Stanislav Stehlík.
Od roku 2010 do roku 2022 tuto funkci zastával Jiří Zavřel.
V říjnu roku 2022 byl starostou zvolen Ladislav Mička.

### Obecní symboly
Znak a vlajka byly obci uděleny rozhodnutím předsedy Poslanecké sněmovny Parlamentu České republiky dne 14. března 2002.

## Školství
- Základní škola a Mateřská škola Radešínská Svratka

## Pamětihodnosti
- Kostel svatého Václava
- Hostinec Na Kovárně
- Pomník padlým v první světové válce
- Fotbalové hřiště
- Koupaliště
- Jednota
- Kulturní dům

## Významné místní osobnosti
- Alois Pekárek (1915–1999), rodák, český duchovní